# Soustons
Soustons település Franciaországban, Landes megyében. Lakosainak száma 8445 fő (2022. január 1.). Soustons Seignosse, Azur, Léon, Magescq, Messanges, Saint-Geours-de-Maremne, Tosse és Vieux-Boucau-les-Bains községekkel határos.

## Népesség
A település népessége az elmúlt években az alábbi módon változott:
| Lakosok száma | 4522 | 5102 | 5283 | 6794 | 7504 | 7664 | 7877 | 8235 | 8318 | 8445 |
|               | 1968 | 1982 | 1990 | 2006 | 2013 | 2015 | 2017 | 2019 | 2020 | 2022 |